# Cymbocarpa
Cymbocarpa ist eine Gattung mykoheterotropher, blattgrünloser Pflanzen aus der Familie der Burmanniaceae mit zwei Arten. Sie betreiben keine Photosynthese, sondern leben parasitisch von Mykorrhizen und sind zu ihrer Ernährung vollständig von diesen abhängig.

## Beschreibung
Cymbocarpa sind aufrecht und krautig wachsende Arten und erreichen Wuchshöhen zwischen 5 und 20 Zentimetern. Das zylindrische Rhizom ist leicht knollig, am äußersten Punkt dicht mit schmal-eiförmigen bis eiförmigen, einander überlappenden Schuppenblättern besetzt, die Wurzeln sind fadenförmig.
Die Blütenstängel sind weiß bis cremeweiß und meist unverzweigt, die Blätter sind extrem reduziert, die Blütenstände gegabelte Wickel mit je 1 bis 4 Blüten oder endständige Einzelblüten. Die Blüten sind kurz gestielt, 6,5 bis 10,2 Millimeter lang und von weißer bis cremeweißer Farbe.
Die Pflanzen bilden Kapselfrüchte, die Samen sind 0,3 bis 0,4 Millimeter lang, 0,2 Millimeter breit und elliptisch, der Funiculus ist deutlich länger als der eigentliche Same.

## Verbreitung
Cymbocarpa sind heimisch in Mittel- und Südamerika sowie auf den Großen Antillen in Regenwäldern in Höhenlagen von Meereshöhe bis 1200 Meter.

## Systematik
Der Status der Gattung gilt als zweifelhaft, molekulargenetischen Untersuchungen zufolge ist sie in die Gattung Gymnosiphon einzugliedern. Die Gattung enthält zwei Arten:
- Cymbocarpa refracta Miers:  Sie kommt im tropischen Amerika von Costa Rica und Kuba bis Brasilien vor.[3]
- Cymbocarpa saccata Sandwith: Sie kommt in Guayana, Peru und im nördlichen Brasilien vor.[3] Cymbocarpa saccata ist äußerst selten, die Art wurde bisher nur dreimal gefunden.